# Erdoğan Atalay
Erdoğan Atalay, né le 22 septembre 1966 à Hanovre, en Allemagne de l'Ouest, est un acteur et scénariste allemand.
Il est notamment connu pour son rôle de Sami Gerçan ou Semir Gerkhan en VO dans Alerte Cobra.

## Biographie

### Premiers pas
Erdoğan Atalay est né en 1966 à Hanovre, d'un père turc et d'une mère allemande. À 18 ans, il fait ses premiers pas au théâtre de Hanovre. En 1987, il entreprend des études au lycée de musique et d'art de Hambourg. Son grand rêve est de jouer un jour dans un film pour le cinéma quel que soit le rôle ; Erdoğan déclare ainsi : « Je jouerais même un homme préhistorique ! Je dois juste être dans le film ! ».

### Carrière
Il débute à la télévision en 1996 avec Johannes Brandrup dans la série Alerte Cobra : Sami Gerçan (VO: Semir Gerkhan), son personnage, fascine des millions de téléspectateurs en Allemagne dès les premiers épisodes de la série. Aujourd'hui encore, plusieurs millions de téléspectateurs continuent de regarder la série en Allemagne et dans le monde entier. Erdoğan se sent à l'aise dans le rôle de Sami car ce personnage lui ressemble beaucoup. Il s'est essayé à certaines activités à risque pour les besoins de la série : il a suivi des cours de plongée et veut aussi apprendre à sauter en parachute.
Trop identifié par le public au rôle de Sami dans Alerte Cobra, Erdoğan Atalay est boudé des producteurs allemands. S'il n'a pas encore été sollicité pour un rôle dans un film au cinéma, il a fait quelques apparitions dans d'autres séries, comme Die Wache (de), et dans quelques téléfilms produits par Action Concept. Il s'est ainsi, en 2009, essayé à la comédie dans le téléfilm Geister All Inclusive, dans lequel il a mis en scène Tom Beck, son partenaire dans Alerte Cobra. Ce téléfilm fut diffusé le 19 mai 2011 sur RTL. Fin juin 2012, Erdogan a tourné un épisode de la série Soko brigade des stups, dans lequel il joue avec sa fille Amira.

### Engagement caritatif
Erdoğan est engagé dans des associations caritatives. Il participe chaque année au RTL Spenden Marathon, une sorte de Téléthon pour venir en aide aux enfants défavorisés. Il y participa successivement avec ses partenaires Christian Oliver, René Steinke et Tom Beck. Depuis le 5 novembre 2007, Erdoğan est l'ambassadeur de l'association « Hilfe für die Kinder aus Krasnopolje », aidant les enfants de Tchernobyl.

## Alerte Cobra

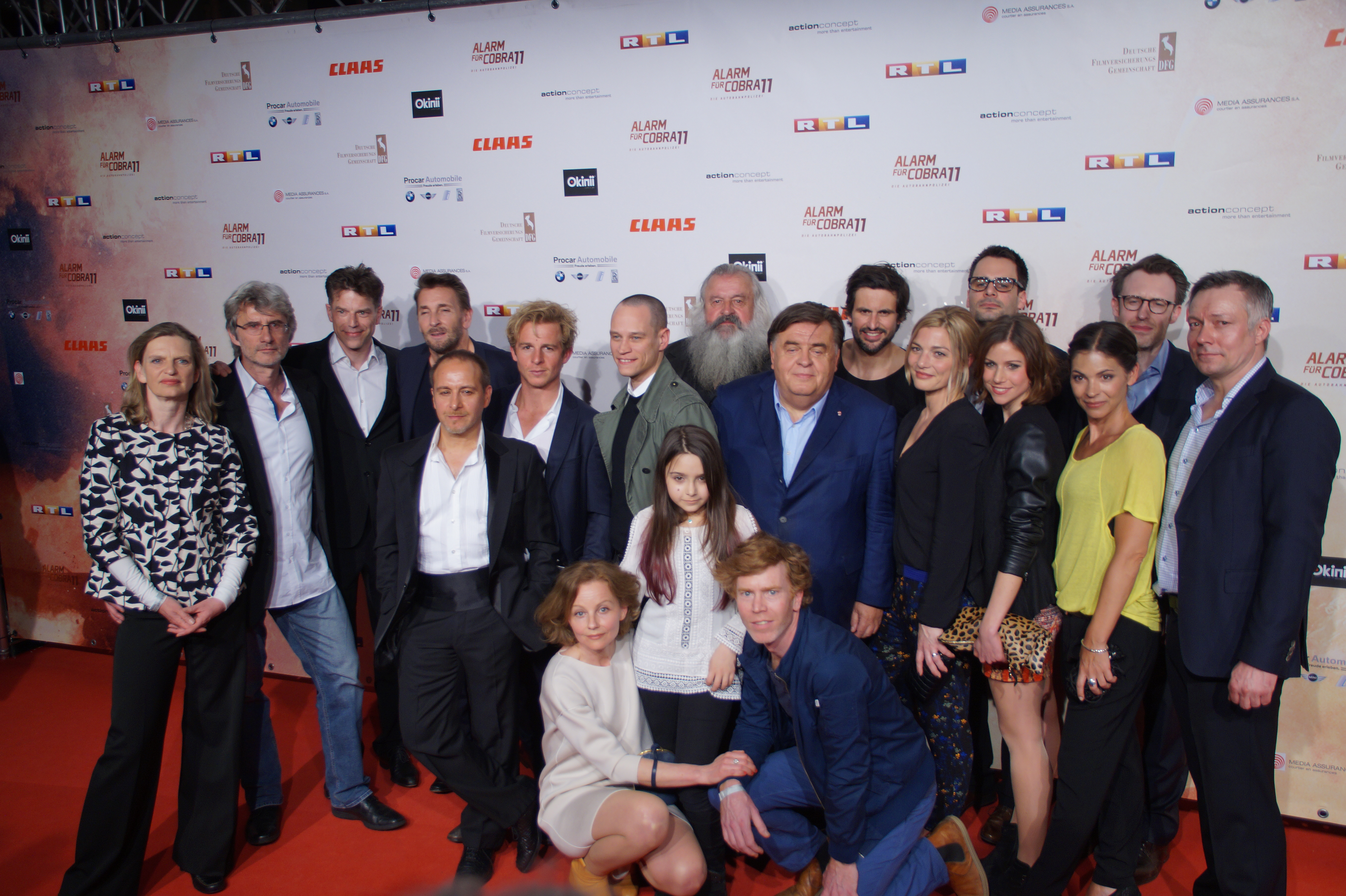
Erdoğan Atalay et l'équipe d'Alerte Cobra au complet lors d'un gala.

Erdoğan Atalay est connu pour son rôle de Sami Gerçan (VO : Semir Gerkhan) dans la série policière allemande Alerte Cobra (Alarm fur Cobra 11 - Die Autobahnpolizei) qu'il incarne depuis 1996.
Sami Gerçan (VO: Semir Gerkhan) arrive à la brigade autoroutière dès la première saison, après la mort de Hugo Fischer. Il est le nouveau coéquipier de Frank Stolte. Au fil des saisons, il a différents partenaires : André Fux, puis Tom Kranich, Jan Richter, Chris Ritter, Ben Jäger, Alex Brandt et Paul Renner.
Depuis la saison 47 Pia Stutzenstein alias Vicky Reisinger est sa nouvelle coéquipière.

## Filmographie

### Acteur
- 1990 : Musik Groschenweise
- 1994 : Die Wache : Kleine Gefälligkeit
- 1995 : Doppelter Einsatz : Wechselgeld
- 1995 : Einsatz für Lohbeck : Frisches Fleisch
- 1996 : Le Clown
- 1996 - à aujourd'hui : Alerte Cobra - (toujours en production)
- 2002 : Livraison illicite de Sigi Rothemund
- 2006 : Hammer & Hart
- 2010 : C.I.S. - Chaoten im Sondereinsatz
- 2011 : Geister: All Inclusive
- 2012 : Soko brigade des stups - Für meine Tochter

### Scénariste
- 2000 : Schachmatt, épisode TV (coscénariste)
- 2000 : Alerte Cobra (1 épisode)
- 2002 : Alibaba et les quarante voleurs (écrivain)